# Boulengerula taitana
Boulengerula taitana е вид земноводно от семейство Caeciliidae.

## Разпространение
Видът е разпространен в Кения.